# Dallas City Football Club
Dallas City FC, é uma agremiação esportiva da cidade de Dallas, Texas.  Atualmente disputa a National Premier Soccer League.

## História
Fundado como Flower Mound FC, o Dallas City FC disputa a NPSL desde 2014. No ano de estreia foi eliminado pelo Tulsa Athletics nos playoffs. Em 2015 não chega aos playoffs. Em 2016 é eliminado pelo Liverpool Warriors nos playoffs.

## Clássicos

### Trinity River Cup
O Trinity River Cup é um clássico entre o Dallas City FC e o Fort Worth Vaqueros FC. Os clássicos nos Estados Unidos tem formato de copa e o maior vencedor do clássico do ano recebe uma taça.